# Marie-Amélie Le Fur
Pour les articles homonymes, voir Le Fur.
Marie-Amélie Le Fur est une athlète handisport française née le 26 septembre 1988 à Vendôme (Loir-et-Cher). 
Athlète handisport, elle est détentrice de neuf médailles lors des Jeux paralympiques : deux médailles d'argent lors de l'édition de Pékin, trois médailles lors de l'édition de Londres, trois médailles, dont deux en or, lors de l'édition de Rio et une médaille d'argent lors de l'édition de Tokyo. Son palmarès est également complété par douze médailles mondiales, dont quatre titres de championne. Elle est élue en décembre 2018 présidente du Comité paralympique et sportif français.

## Biographie

### Accident
Elle pratique l’athlétisme depuis l’âge de 6 ans et voulait devenir pompier professionnelle. Mais à la suite d'un accident routier de scooter, le 31 mars 2004, elle est amputée de la jambe gauche sous le genou trois jours après, les tentatives pour sauver sa jambe n'ayant pas suffi. Elle recommence cependant à courir quatre mois après, jour pour jour, le 31 juillet 2004.
Elle prend contact avec la Fédération handisport très rapidement après son accident, dans l'optique de reprendre une dynamique positive au sein de sa famille après ce drame l'ayant rendue handicapée. Son besoin de courir ne l'a pas quittée. Cependant, au début, elle ne souhaitait pas se confronter tout de suite avec ses anciens camarades sportifs dans son club de peur du jugement. Elle savait en effet que son état ne lui permettrait pas d'être au même niveau qu'eux.

### Carrière sportive

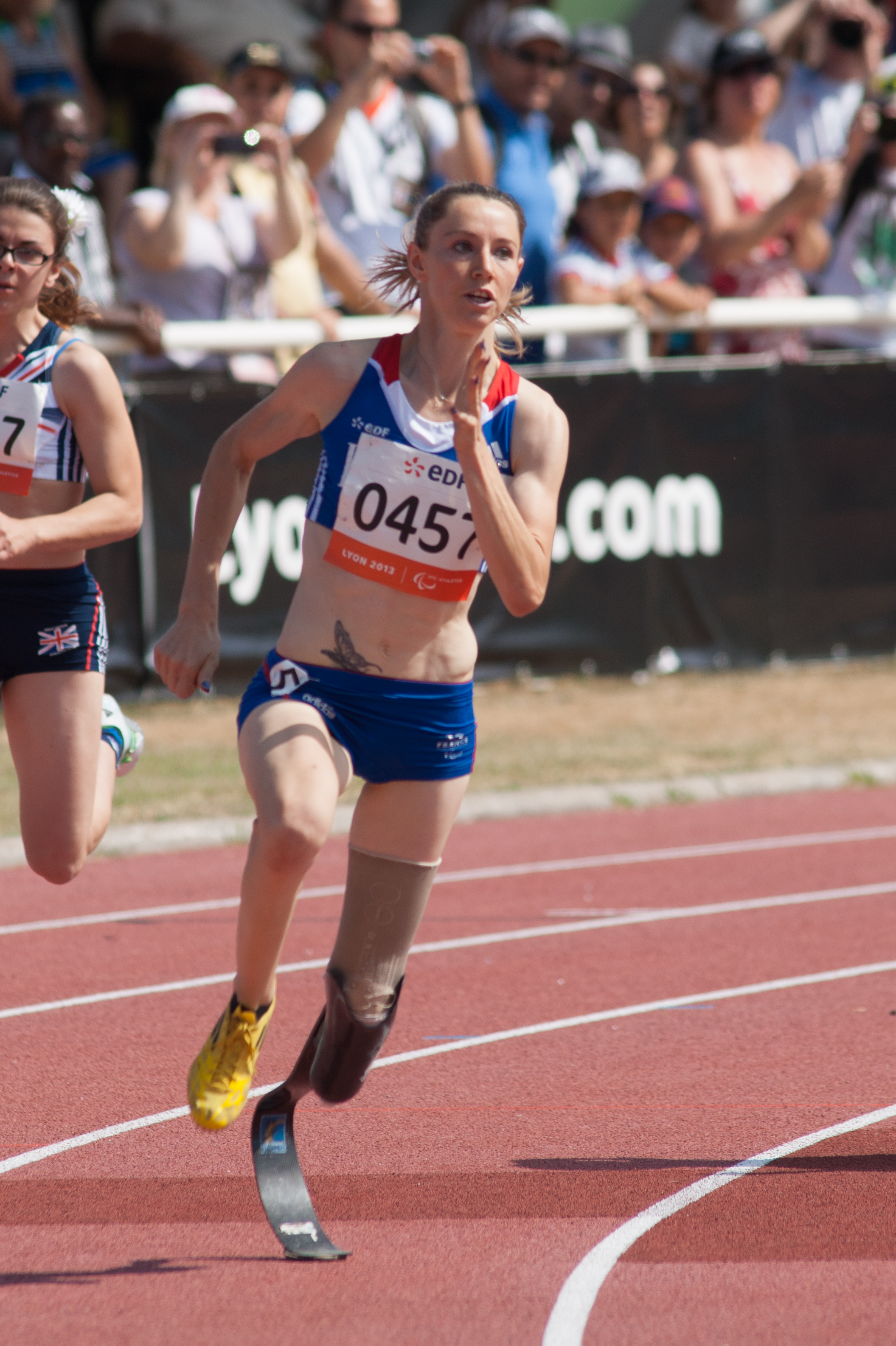
Marie-Amélie Le Fur lors des mondiaux 2013.

En raison de son handicap, Marie-Amélie Le Fur, prend part aux épreuves T44 (amputés des membres inférieurs).
Lors des championnats du monde paralympiques d'athlétisme 2006, à Assen aux Pays-Bas, elle finit deuxième au saut en longueur, au 100 mètres et au 200 mètres.
Aux Jeux paralympiques d'été de 2008, elle remporte deux médailles d'argent sur le 100 mètres et le saut en longueur.
Elle remporte le 100 mètres et le 200 mètres des championnats du monde paralympiques d'athlétisme 2011, à Christchurch en Nouvelle-Zélande.
Le 23 juin 2012, elle bat le record du monde féminin handisport en saut en longueur avec une distance de 5,43 mètres.
Lors des Jeux paralympiques d'été de 2012 à Londres, elle remporte une médaille de bronze en saut en longueur puis sa première médaille d'or sur 100 mètres (13 s 27) et termine la compétition par une médaille d'argent sur 200 mètres (26 s 76).

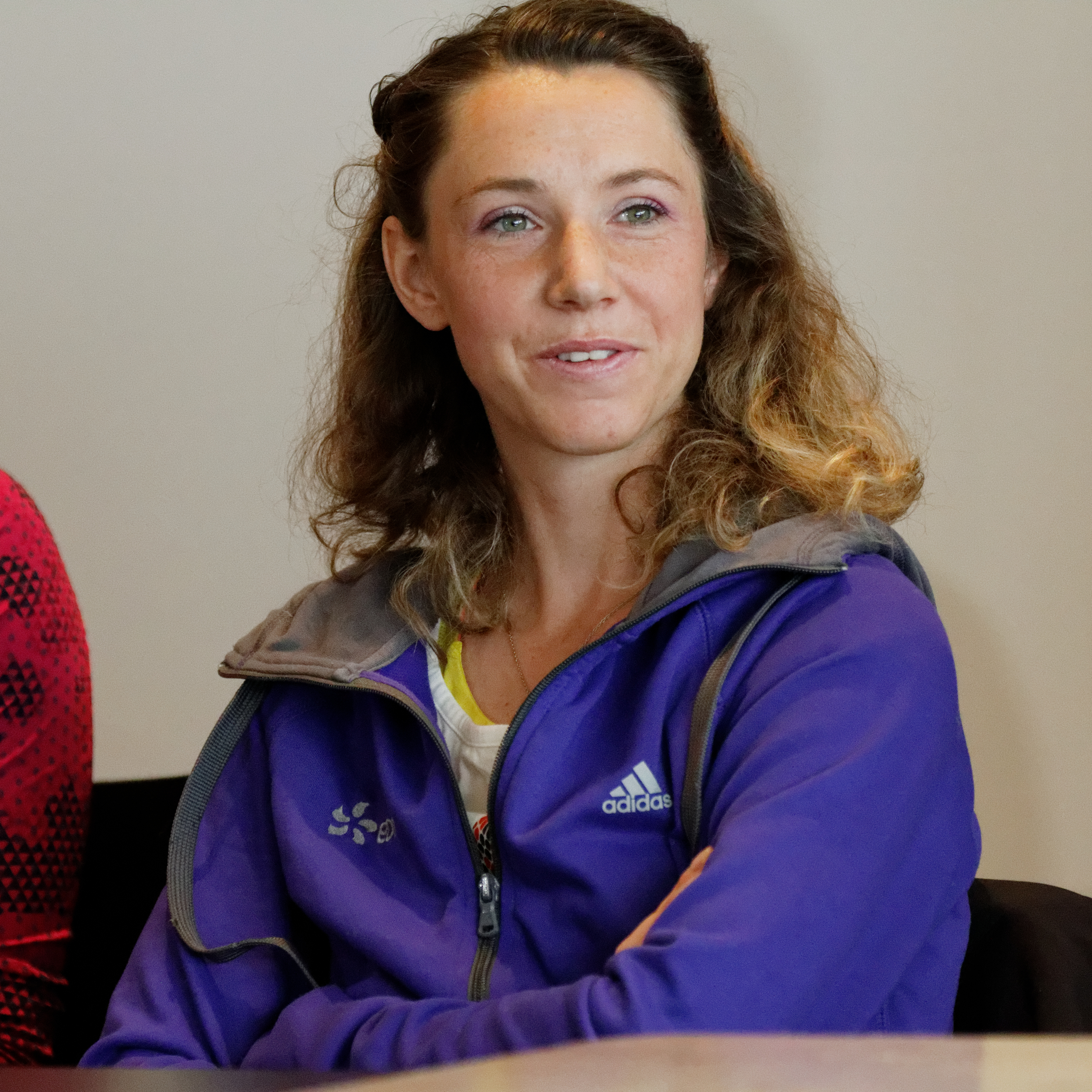
Marie-Amélie Le Fur lors des Championnats du monde handisport 2013.

En 2013, elle devient triple vice-championne du monde lors des mondiaux disputés à domicile à Lyon : elle obtient la médaille d'argent sur les 100 mètres, 200 mètres et le saut en longueur. L'année suivante, lors des championnats d'Europe disputés à Swansea, elle remporte le titre du 400 mètres, établissant avec un temps de 61 s 41 un nouveau record mondial et la médaille d'argent du saut en longueur.

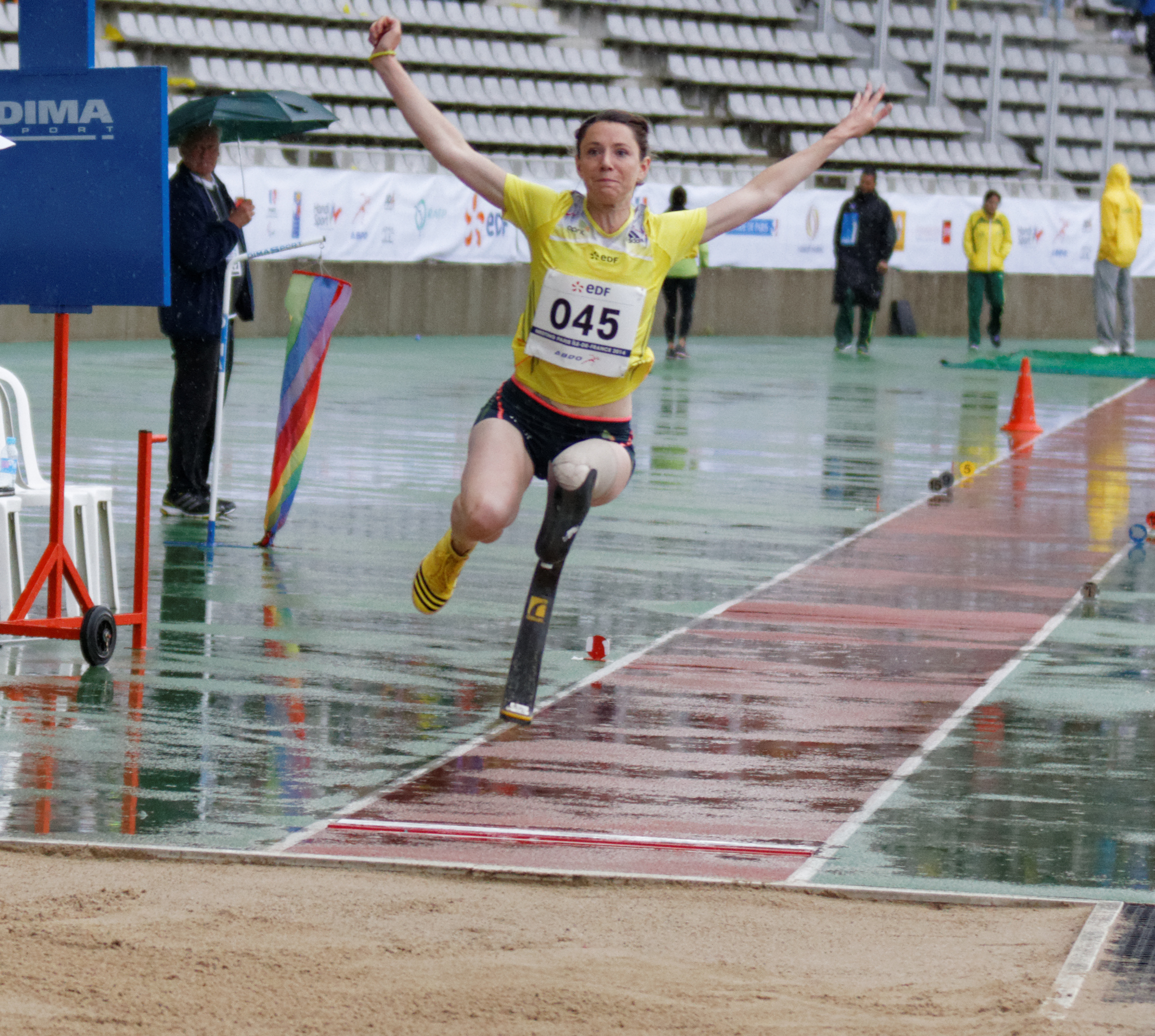
Marie-Amélie Le Fur au meeting de Paris 2014.

Aux Championnats du monde de Doha, le 22 octobre 2015, elle remporte la finale du saut en longueur avec 5,84 mètres, nouveau record du monde mais non homologué à la suite d'un vent trop favorable. Malgré cela, elle bat ce record du monde avec 5,74 mètres en vent régulier. Elle termine ensuite deuxième de la finale du 200 mètres derrière la Néerlandaise Marlou van Rhijn. Le 28 octobre, elle remporte un second titre mondial lors de ces championnats en devenant la première femme sous la minute dans sa catégorie sur 400 mètres avec 59 s 30. Le lendemain, elle s'incline en finale du 100 mètres face à van Rhijn, réalisant 13 s 12 (record de France) derrière le record du monde de la Néerlandaise avec 12 s 80.
Aux Jeux paralympiques de 2016 à Rio de Janeiro, elle décroche trois médailles dont deux médailles d'or, une première en saut en longueur en battant le record du monde (désormais à 5,83 mètres) et une seconde sur 400 mètres également en battant le record du monde (désormais à 59 s 27). La troisième médaille étant en bronze sur 200 mètres.
Elle décide après les Jeux de faire une pause sportive pour se consacrer à la candidature de Paris 2024. Elle a un autre projet, avoir un enfant. Quelques jours avant le terme, elle est victime d'une pré-éclampsie foudroyante, perdant son enfant. Elle se fixe alors l'objectif de participer aux championnats d'Europe disputés en août à Berlin. Elle obtient sa qualification en remportant le titre de championne de France du saut en longueur à Belfort en réussissant 5,29 mètres. Après avoir rempli un rôle de consultante avec France Télévisions lors des championnats d'Europe des valides, elle remporte un nouveau titre européen en s'imposant lors du saut en longueur, où elle établit un nouveau record du monde avec 6,01 mètres.
Marie-Amélie Le Fur représente la France aux Jeux paralympiques d'été de 2020 à Tokyo, au Japon, décalés à l'été 2021 à la suite de la crise du covid ; elle remporte l'argent au saut en longueur féminin en retombant à 6,11 mètres, soit 5 centimètres de la vainqueure Fleur Jong.

### Autres activités
En décembre 2015, elle est nommée co-présidente, au côté de Teddy Riner, du comité des athlètes de Paris 2024. À ce titre, elle siège au sein du conseil d’Administration du Groupement d’Intérêt Public « Paris 2024 ».
En juillet 2017, elle est recrutée comme consultante par France Télévisions  pour les championnats du monde d'athlétisme handisport disputés à Londres. En août 2018, elle de nouveau consultante pour commenter les épreuves d'athlétisme des championnats sportifs européens sur France Télévisions avec Patrick Montel, Stéphane Diagana et Yohann Diniz.
En 2018, avec Antoine Griezmann et Estelle Mossely, elle est nommée ambassadrice de la campagne contre les discriminations lancée par la ministre des Sports Laura Flessel. Le 14 décembre 2018, elle est élue présidente du Comité paralympique et sportif français, succédant à Emmanuelle Assmann.
Le 26 juillet 2024, lors de la cérémonie d'ouverture des Jeux olympiques de Paris, elle fait partie des derniers porteurs de la flamme olympique avant l'allumage de la vasque.
Le 28 novembre 2024, elle est élue Présidente de l'Agence nationale du sport par son assemblée générale, sur proposition du Ministère des sports, de la jeunesse et de la vie associative,,.

## Palmarès
| Année | Compétition           | Lieu           | Place | Épreuve    | Marque       |
| ----- | --------------------- | -------------- | ----- | ---------- | ------------ |
| 2006  | Championnats du monde | Assen          | 2e    | 100 m      | 13 s 74      |
| 2006  | Championnats du monde | Assen          | 2e    | 200 m      | 28 s 37      |
| 2006  | Championnats du monde | Assen          | 2e    | Longueur   | 4,87 m       |
| 2008  | Jeux paralympiques    | Pékin          | 2e    | 100 m      | 13 s 73      |
| 2008  | Jeux paralympiques    | Pékin          | 8e    | 200 m      | 31 s 09      |
| 2008  | Jeux paralympiques    | Pékin          | 2e    | Longueur   | 4,71 m       |
| 2011  | Championnats du monde | Christchurch   | 1re   | 100 m      | 13 s 19      |
| 2011  | Championnats du monde | Christchurch   | 1re   | 200 m      | 27 s 96      |
| 2012  | Jeux paralympiques    | Londres        | 1re   | 100 m      | 13 s 26      |
| 2012  | Jeux paralympiques    | Londres        | 2e    | 200 m      | 26 s 76      |
| 2012  | Jeux paralympiques    | Londres        | 3e    | Longueur   | 5,14 m       |
| 2013  | Championnats du monde | Lyon           | 2e    | 100 m      | 13 s 29      |
| 2013  | Championnats du monde | Lyon           | 2e    | 200 m      | 27 s 41      |
| 2013  | Championnats du monde | Lyon           | 2e    | Longueur   | 4,82 m       |
| 2014  | Championnats d'Europe | Swansea        | 1re   | 400 m      | 1 min 1 s 41 |
| 2014  | Championnats d'Europe | Swansea        | 2e    | Longueur   | 5,28 m       |
| 2015  | Championnats du monde | Doha           | 2e    | 100 m      | 13 s 12      |
| 2015  | Championnats du monde | Doha           | 2e    | 200 m      | 26 s 58      |
| 2015  | Championnats du monde | Doha           | 1re   | 400 m      | 59 s 30      |
| 2015  | Championnats du monde | Doha           | 1re   | Longueur   | 5,74 m       |
| 2016  | Championnats d'Europe |                | 3e    | Longueur   | 5,69 m       |
| 2016  | Championnats d'Europe | 1re            | 400 m | 59 s 34    |              |
| 2016  | Jeux paralympiques    | Rio de Janeiro | 3e    | 200 mètres | 27 s 11      |
| 2016  | Jeux paralympiques    | Rio de Janeiro | 1re   | 400 mètres | 59 s 27      |
| 2016  | Jeux paralympiques    | Rio de Janeiro | 1re   | Longueur   | 5,83 m       |
| 2018  | Championnats d'Europe | Berlin         | 1re   | Longueur   | 6,01 m       |
| 2020  | Jeux paralympiques    | Tokyo          | 2e    | Longueur   | 6,11 m       |

## Marrainages
Depuis 2008, Marie-Amélie Le Fur est la marraine de la campagne Handivalides, événement national pour l'intégration des étudiants handicapés sur les campus. Elle participe ainsi à la campagne médiatique pour le lancement de la huitième édition de la campagne Handivalides.

## Distinctions
- Officier de la Légion d'honneur en 2016[35] (Chevalier du 22 février 2013[36])
- Officier de l'ordre national du Mérite en novembre 2008[37]
- RMC Sport Award d'honneur en 2016[38]

## Documentaires
Un documentaire intitulé Super Héros diffusé sur France 4 le 7 septembre 2016 lui est en partie consacré, ainsi qu'à Michaël Jeremiasz, Sandrine Martinet-Aurières, Théo Curin et Mathieu Bosredon.
Un autre documentaire lui est entièrement consacré « Marie-Amelie la voie de la lame » réalisé par Jacques Bedel en 2021.